# Station Amagasaki (Hanshin)

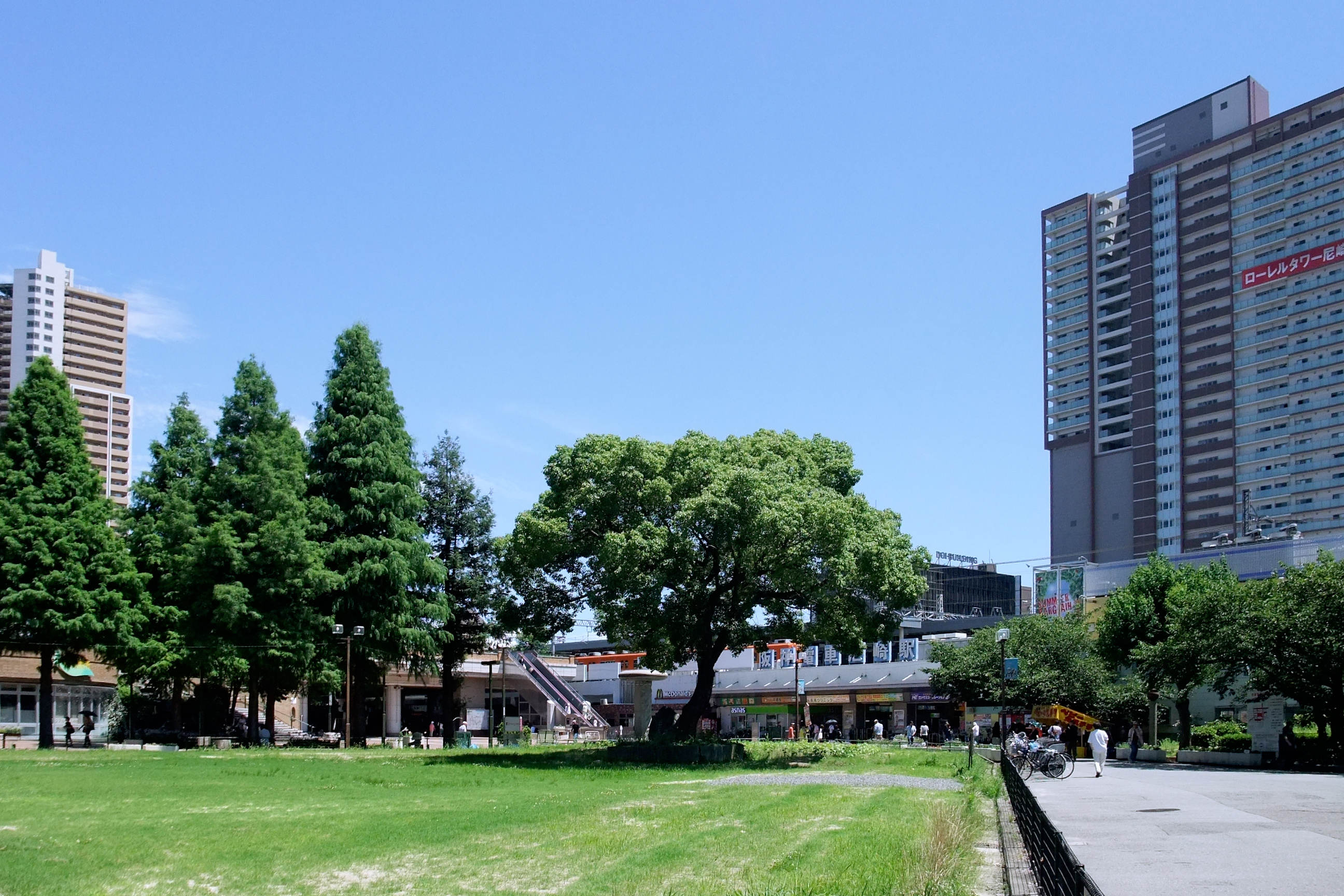
Centraal Amagasaki-park

Station Amagasaki (尼崎駅, Amagasaki-eki) is een spoorwegstation in de Japanse stad Amagasaki. Het wordt aangedaan door de Hanshin-lijn en de Hanshin Namba-lijn. Van de laatstgenoemde is dit station het officiële eindpunt, hoewel vrijwel alle treinen verder rijden via het traject van de Hanshin-lijn. Het station heeft zes sporen, gelegen aan een vier eilandperrons. Sporen 2 en 4 zijn bereikbaar volgens de Spaanse methode, waardoor het mogelijk is om door een trein heen over te stappen van spoor 1 naar 3 en van spoor 4 naar 6. 

Het station dient niet verward te worden met het gelijknamige station van JR-West, dat zich 3,5 km ten noorden van het Hanshin-station bevindt.

## Treindienst
| 1,2 | ■ Hanshin-lijn       | richting Noda en Umeda                              |
| 3   | ■ Hanshin Namba-lijn | richting Nishikujō, Namba en Nara                   |
| 4   | ■ Hanshin Namba-lijn | richting Koshien en Sannomiya (via de Hanshin-lijn) |
| 5,6 | ■ Hanshin-lijn       | richting Koshien en Sannomiya                       |

## Geschiedenis
Het station werd in 1905 geopend aan de Hanshin-lijn. In 1928 kreeg ook de Dempō-lijn een halte aan dit station. In 1963 werd het station verhoogd tot boven het maaiveld, en van 2003 tot 2009 werd het station ingrijpend verbouwd ten behoeve van de Hanshin Namba-lijn.

## Overig openbaar vervoer
Nabij het station bevindt zich een busstation, waar bussen van Hanshin, Hankyū en het stadsnetwerk van Amagasaki.